# Comuna Holubivka, Lebedîn
Holubivka (în ucraineană Голубівка) este o comună în raionul Lebedîn, regiunea Sumî, Ucraina, formată din satele Derkaci, Fedirkî, Filonivșciîna, Holubivka (reședința), Hramîne, Kolomîiți, Mankî și Sirobabîne.

## Demografie
Componența lingvistică a comunei Holubivka
     Ucraineană (95,56%)
     Rusă (3,97%)
     Alte limbi (0,08%)
Conform recensământului din 2001, majoritatea populației comunei Holubivka era vorbitoare de ucraineană (95,56%), existând în minoritate și vorbitori de rusă (3,97%).